# Saison 5 de Section de recherches
Chronologie
Saison 4 Saison 6
Cet article présente les épisodes de la cinquième saison de la série télévisée Section de recherches.

## Distribution

### La Section de recherches
- Xavier Deluc : Major puis Lieutenant Martin Bernier, chef du groupe homicide
- Virginie Caliari : Adjudant puis Adjudant-chef Mathilde Delmas
- Kamel Belghazi : Capitaine puis Commandant Enzo Ghemara, chef de la Section de recherches (épisodes 1-4, 6-9, 11-14)
- Chrystelle Labaude : Capitaine Nadia Angeli, chef du TIC
- Jean-Pascal Lacoste : Maréchal des logis-chef Luc Irrandonéa, informatique
- Félicité Du Jeu : Adjudant Fanny Caradec (épisodes 1-3, 5-8, 10-14)
- Olivia Lancelot : Lieutenant Nathalie Charlieu, chef de groupe (épisodes 1, 4, 8-9, 11, 13-14)
- Vincent Primault : Gendarme Marc-Olivier Delcroix, du TIC (épisodes 1-3, 5-6, 11 et 14)

### Les autres
- Bernard Montiel : Procureur de la République Alain Berger (épisodes 1-2, 4-6, 8-9, 11 et 13)
- Olivier Pagès : Général Delmas, père de Mathilde (épisodes 7, 13-14)

## Liste des épisodes

### Épisode 1:Roman noir, première partie
- France : 10 mars 2011 sur TF1

- France : 6,9 millions de téléspectateurs (27,1 % de part d'audience)[1] (première diffusion)

- Agathe de La Boulaye : Zoé Valls
- Yves Rénier : Paul Veber
- Philippe Le Dem : Colonel Derville
- Éric Franquelin : Roland Irrandonéa
- Manuel Blanc : Yann Aubry
- Pierre Forest : Langlois
- Luz Mandon : Mme Rollin
- Renaud Danner : Jean-Louis Collot
- Thomas Blanchet : Franck réal radio
- Yann Maurel : Marco assistant radio
- Jean-Philippe Lachaud : Franck moniteur golf
- Caroline Ducau-Martin : Voisine de Zoé
- Pauline Blais : Julianne
- Dimitri Rataud : Vincent Leprince
- Margherita Oscuro : Directrice de banque
- Ezequiel Fernandez : Chroniqueur radio
- Amandine Pommier : Réceptionniste golf
- Cyril Aubin : Manu, du TIC
- Jérôme Thibault : Lieutenant BT

### Épisode 2:Roman noir, deuxième partie
- France : 10 mars 2011 sur TF1

- France : 7,1 millions de téléspectateurs (32,1 %)[1] (première diffusion)

- Éric Franquelin : Roland Irrandonéa
- Yves Rénier : Paul Veber
- Agathe de La Boulaye : Zoé Valls
- Manuel Blanc : Yann Aubry
- Pierre Forest : Langlois
- Gil Demurger : M. Rollin
- Pascal Liger : Capitaine Eli
- Anne Lise Peraud : Fille de Rollin
- Luz Mandon : Mme Rollin
- Jean-Philippe Lachaud : Fred, moniteur golf
- Amandine Pommier : Réceptionniste du golf
- Cyril Aubin : Manu, du TIC
- Jean-Charles Le Noël : Lieutenant Morel
- Gilles Matheron : Homme palais de justice
- Pierre Deny : Professeur Lombard
- Indiana Ballan : Sonia
- Jean-François Lescurat : Docteur Vernon

### Épisode 3:Dernier acte
- France : 17 mars 2011 sur TF1

- France : 6,58 millions de téléspectateurs (25,2 %)[2] (première diffusion)

- Arnaud Giovaninetti : Jean-Solal Montclin
- Gabrielle Lazure : Christine Makenzie
- Didier Sauvegrain : Michel Chartier
- Jean-Luc Buquet : Charles Segur
- Simon Eine : Paul Rimbaud
- Alma Jodorowsky : Caroline Chartier
- Sandy Lobry : Alina
- Nicolas Navazo : Patrick Valois
- Véronique Rey : La costumière
- Camille Figuereo : Assistante de Solal
- Claire Rolland : L'actrice
- Jérémie Bloess : Laurent Farroux
- Pierre-Benoît Papa : Denis
- Frédéric Chartron : Louis
- Sylvie Feit : Camille Auclair
- Virginie Vignon : Hôtelière
- Sylvie Molinari : Mme Montclin
- Roger Muni : M. Montclin
- Alain Raymond : Officier

### Épisode 4:Mauvaise rencontre
- France : 17 mars 2011 sur TF1

- France : 6 millions de téléspectateurs (26,9 %)[2] (première diffusion)

- Juliet Lemonnier : Carole Legrand
- Nastassja Girard : Barbara Pelletier
- Mélanie Tran : Isabelle Latour
- Patrick Fierry : Jean Legrand
- Cécile Magnet : La mère de Carole
- Vincent Deniard : Régis Mertens
- Arnaud Garnier : Dumont
- Christian Loustau : Adjudant BT
- Stéphanie Fatout : Mère d'Isabelle
- Luc Sonzogni : Claude Pelletier
- Éliza Maillot : Lucie Pelletier
- Antoine Monier : gérant cyber-café
- Babette Rivieccio : Madame Germain
- Loïc Rojouan : Médecin
- Philippe Vendan-Borin : Directeur école
- Sylvain Pillet : Bûcheron

### Épisode 5:Sauveteurs
- France : 24 mars 2011 sur TF1

- France : 7,59 millions de téléspectateurs (29 %)[3] (première diffusion)

- Véronique Jannot : Eve Cassel
- Sébastien Dupuis : Jérémy Lagnier
- Jean Lipa : Adam Cassel
- Cédric Delsaux : Sébastien Cassel
- Julie Judd : Diane Anger
- Luis Marquès : Frédéric Anger
- Clémence Thioly : Ingrid
- Djibril Pavadé : Sandro
- Élisabeth Commelin : Fabienne Lagnier
- Caroline Bourg : Katia
- Laurent Baggio : Pablo
- Jean-Pierre Mesnard : Lieutenant BT
- Victor Mu : Campeur
- Florence Marquier : Gérante
- Kévin Rouxel : Quentin
- Jean-Pierre Hebrard : Médecin SAMU

### Épisode 6:Pas de deux
- France : 24 mars 2011 sur TF1

- France : 6,3 millions de téléspectateurs (28,7 %)[3] (première diffusion)

- Féodor Atkine : Nicolas Kline
- Claire Pérot : Karina Duroix
- Murielle Huet des Aunay : Julie Stern
- Emmanuel Suarez : Pascal Millot
- Rosa Cadima : Liliane Millot
- Cathy Bodet : Françoise
- Isabelle Tanakil : Florence
- Betty Karolinsky : Natalia
- Sébastien Blanc : Benjamin
- Marc Legras : Le gardien du théâtre
- Sébastien Laurier : Réceptioniste hôtel
- Pierre Renverseau : Lieutenant BT
- Aline Alliot : Locataire 40 ans

### Épisode 7:Hors-jeu
- France : 31 mars 2011 sur TF1

- France : 7,28 millions de téléspectateurs (27,6 %)[4] (première diffusion)

- Guillaume Delorme : Bruno Tardieu
- Aurélie Meriel : Louise Tardieu
- Marc Samuel : Jacques Moretti
- Vincent Pesci : Lionel Pernoux
- Sanâa Alaoui : Leïla Rezoug
- Éric Viellard : Dr Jouanno
- Sabine Heraud : Mme Jouanno
- Andre Nerman : Ophtalmologiste
- Philippe Louvat : Serveur brasserie
- Amine Benguesmia-Chadly : Premier junior
- Nasko Naskov : Rudi
- Béatrice Michel : Mme Brodsky
- Antoine Berry : Léo Brodsky
- Franck Blanc : Cyril Brodsky
- Tristan Robin : Jonas
- Eric Naudet : Gardien club
- Sophie Fougère : Lieutenant BT
- Danièle Claverie : Femme de ménage

### Épisode 8:Crève-cœur
- France : 31 mars 2011 sur TF1

- France : 6,6 millions de téléspectateurs (28,1 %)[4] (première diffusion)

- Delphine Forest : Sophie Granjon
- Virginie Peignien : Elena Pavel
- Manuel Bonnet : Lucien Bayeux
- Denis Chérer : Stéphane Raynal
- Didier Gustin : Christian Chéron
- Raphaël Pellegrino : Jean-Claude Lesage
- François Siener  : Régis Cézac
- Benjamin Tholozan : Le commis
- Mimi Roussin : Mme Berthelot
- Bertrand Farge : Maître Jacquin
- Annie Didion : Femme de ménage
- Carole Huitorel : Secrétaire Raynal
- Jacqueline Duzan : La gardienne
- Bruno Rodet : Médecin Marina
- Sébastien Boissavit : Lieutenant BT2

### Épisode 9:Rescapé
- France : 7 avril 2011 sur TF1

- France : 7,61 millions de téléspectateurs (29,3 %)[5] (première diffusion)

- Samantha Rénier : Alice Rondot
- Fabrice Roux : Pierre Rondot
- Baptiste Lalanza : Florian Rondot
- Laurence Charpentier : Fabienne Lioret
- Jean-Marc Druet : Morin
- Erwan Courtioux : Christian Rougerie
- Sophie Fougère : Maman Florian
- Franck Beckmann : Daniel Bertin
- Marc Depond : Voisin Morin
- Sandrine Guilleux : Valérie Garcin
- Joël Pyrène : Routier
- Moussa Oudjani : Monsieur Leblanc
- Jeff Bigot : Lieutenant BT
- Jessica Beudaert : Professeur d'anglais
- Amandine Chauveau : Vendeuse boutique de chaussures

### Épisode 10:Sortie de piste
- France : 7 avril 2011 sur TF1

- France : 7,2 millions de téléspectateurs (31,1 %)[5] (première diffusion)

- Gauthier Battoue : Hugo Hamelin
- Gilles Kneusé : Paul Hamelin
- Geordy Monfils : Mathias Morel
- Franck Capillery : Jean Parisot
- Vladimir Perrin : Romain Parisot
- Thierry Nenez : Monsieur Morel
- Raymonde Heudeline : Madame Morel
- Delphine Serina : Anna Dos Santos
- Astrid Roos : Julie Masson
- Christian Loustau : Lieutenant BT2
- Muriel Dabert : La réceptionniste
- Alexandre Trijoulet : Le voiturier
- Marie-Magdeleine Sommier : Stéphanie
- Franck Mignat : Le barman
- Pauline Kaufling : Une promeneuse
- Laurent Maria : Un promeneur

### Épisode 11:Cœur de pierre
- France : 14 avril 2011 sur TF1

- France : 6,89 millions de téléspectateurs (25,9 %)[6] (première diffusion)

- Éric Franquelin : Roland, le père de Luc
- Delphine Rollin : Sandrine
- Avy Marciano : Gilles
- Frédéric Quiring : Olivier
- Flor Lurienne : Norma
- Christian Baltauss : M. Emery
- Régis Lux : Adjudant spéléo
- Jérôme Thibault : Le lieutenant BT
- Marwill Huguet : La directrice du collège
- Pol White : L'expert d'art
- Clément Rouault : Renaud
- Mickaël Dumoussaud : Le préposé boxe
- Hervé Lacroix : Le manager boxe
- Laurent Aubel : Le gendarme BT
- Martine Amisse : La mère de Gilles
- Juliette Lassire : La mère d'Olivier
- Mario Bastelica : José Barrois

### Épisode 12:Accident de parcours
- France : 21 avril 2011 sur TF1

- France : 6,91 millions de téléspectateurs (28,3 %)[7] (première diffusion)

- Lara Menini : Laura Moreau
- Véronique Balme : Madame Duruy
- Frédéric Anscombre : Alain Duruy
- Christophe Laparra : Patrice Veyrat
- Eliott Lobrot : Antonin Duruy
- Natacha Haegel : Femme témoin
- Nathaël Berthier : Gendarme 1
- Stéphanie Cassignard : Assistante sociale
- Raymond Forestier : Patron bar
- Arnaud-Didier Fuchs : Majordome
- Martine Gautier : Thérèse
- Jean-Yves Chilot : Père Laura
- Carine Koeppel : Belle-mère Laura
- Stéphane Rodin : David de La Ménardière
- Jeff Bigot : Lieutenant BT
- Cédric Bonneau : Type café
- Patrice Saunier : Serveur café

### Épisode 13:Une place au soleil, première partie
- France : 28 avril 2011 sur TF1

- France : 7,35 millions de téléspectateurs (28,5 %)[8] (première diffusion)

- Nicole Jamet : Liliane Dubreuil
- Rocaya Tohiri : Lieutenant Christine Rivoire
- Laurent Hennequin : Denis Lanvin
- Olivier Bénard : Jocelyn Tibao
- Tiga : Jenna Payet
- Karina Beuthe : Ingrid Lanvin
- Fabienne Maillot : Anne-Marie Lacombe
- Jocelyne Lavielle : Madame Payet
- Alex Cador : Monsieur Payet
- Benjamin Hoareau : Docker
- Yannick Van Nieuwenhove : Colonel Jucourt
- Jacques Deshayes : Médecin de Mathilde
- Gladys Resmini : Alyssia
- Didier Ibao : Épicier tamoul
- Denis Mounien : Le capitaine
- Joël Manglou : Le propriétaire
- David Rudel : Copain Jocelyn
- Fabrice Boutet : Le légiste
- Marie-Pierre Hoareau : Gendarme local et SR

### Épisode 14:Une place au soleil, deuxième partie
- France : 28 avril 2011 sur TF1

- France : 7,18 millions de téléspectateurs (31,1 %)[8] (première diffusion)

- Rocaya Tohiri : Lieutenant Christine Rivoire
- Nicole Jamet : Liliane Dubreuil
- Laurent Hennequin : Denis Lanvin
- Olivier Bénard : Jocelyn Tibao
- Tiga : Jenna Payet
- Karina Beuthe : Ingrid Lanvin
- Fabienne Maillot : Anne-Marie Lacombe
- Mickael Fontaine : Bruno
- Nicolas Givran : David
- Vincent Lambert : L'hypnotiseur
- Krystof Langromme : Inspecteur Rabiaka
- Claudine Blancal : TIC
- Patrice Dozier : Chauffeur taxi
- Châu Belle Dinh : Stéphane Masseur